# NGC 6197
NGC 6197 (również IC 4616 lub PGC 58655) – galaktyka spiralna z poprzeczką (SB0-a), znajdująca się w gwiazdozbiorze Herkulesa. Odkrył ją Albert Marth 9 lipca 1864 roku. Jest to galaktyka z aktywnym jądrem typu LINER.